# فرهنگستان زبان ایران
فرهنگستان زبان ایران که به فرهنگستان دوم مشهور است، در سال ۱۳۴۷ تأسیس شد. این فرهنگستان تا سال ۱۳۵۷ دایر بود. محمد مقدم، پایه‌گذار گروه‌های آموزشی زبان‌شناسی دانشگاه تهران، در سال ۱۳۴۲، نُه سال پس از تعطیل شدن فرهنگستان ایران (فرهنگستان اول)، دربارهٔ خطر حضور و هجوم واژه‌های بیگانه به زبان فارسی هشدار داد. در رسانهها نیز بحث‌هایی دربارهٔ لزوم حراست از زبان فارسی و پروراندن آن برای جواب‌گویی، به‌مقتضای پیشرفت‌های علمی و فنّی جدید، درگرفت. با این مقدّمات، زمینهٔ بازگشایی فرهنگستان فراهم شد و در پنجم مرداد سال ۱۳۴۷ فرهنگستان زبان ایران (فرهنگستان دوم) تأسیس شد. در این دوره، فرهنگستان در پی تشکیل جلسه‌های شورای خود در سال ۱۳۴۹، چهار پژوهشکدهٔ واژه‌گزینی، گردآوری واژه‌های فارسی، زبان‌های باستانی و فارسی میانه و دستور را، به همت وزارت فرهنگ و هنر و ده نفر از اعضای پیوسته ایجاد کرد.
برخی از اعضای پیوستهٔ فرهنگستان زبان ایران عبارت بودند از: صادق کیا، محمّد مقدّم، ذبیح بهروز، صادق رضازاده شفق، محمود حسابی، حسین گل‌گلاب، یحیی ماهیار نوابی، جمال رضایی، سپهبد علی کریملو، عبدالرحمن شرفکندی و مصطفی مقربی.
این فرهنگستان، پس از پیروزی انقلاب اسلامی ایران، مدتی فعّال بود؛ سپس در سال ۱۳۶۰، با ادغام یازده مرکز و سازمان تحقیقاتی، که فرهنگستان دوم نیز جزو آن‌ها بود، مؤسّسهٔ مطالعات و تحقیقات فرهنگی (پژوهشگاه علوم انسانی و مطالعات فرهنگی) پدید آمد.

## برنامه‌های فرهنگستان
در فرهنگستان دوم دو برنامهٔ عمده در نظر بود:
1. برنامهٔ واژه‌گزینی، که به گزینش معادل‌های فارسی برای واژگان و اصطلاحات بیگانه، اعم از اروپایی و عربی، اختصاص داشت؛
2. بررسی و مطالعه دربارهٔ زبان‌ها و گویشهای ایرانی.

طرح‌های تحقیقاتی فرهنگستان زبان ایران در نُه پژوهشگاه سازمان یافت. وسیع‌ترین فعّالیت این فرهنگستان درزمینهٔ واژه‌گزینی بود و تا سال ۱۳۵۱، گروه‌های تخصّصیِ واژه‌گزینی، مجموعاً ۶۶۵۰ واژهٔ فارسی دربرابر واژه‌های بیگانه پیشنهاد کردند. گروه واژه‌گزینی از نُه کمیسیون علمی و فنّی، پزشکی و کشاورزی و طبیعی، زبان و ادب، تاریخ، فلسفه و علوم اجتماعی و تربیتی و روان‌شناسی، هنرهای زیبا، ارتش، اقتصاد و بازرگانی، حقوق و علوم اداری و سیاسی و جغرافیا تشکیل می‌شد.
بسیاری از واژه‌های ساخته‌شده به‌وسیلهٔ این فرهنگستان به زبان روزمرهٔ فارسی وارد شده و در غنای زبان فارسی نقش سودمند داشته‌اند. حتی فرهنگستان زبان و ادب فارسی (فرهنگستان سوم)، که پس از انقلاب تشکیل شد، بسیاری از این واژه‌ها را رسمیت داد و آن‌ها را پذیرفت. این فرهنگستان درزمینهٔ پژوهش‌های زبانی و چاپ آثار نیز موفقیت‌های چشمگیری داشت.
مجموعهٔ فرهنگ‌های بسامدیِ فرهنگستان زبان ایران نیز از کارهای درخشان این فرهنگستان به‌شمار می‌روند.